# Amplitudenmoduliertes Datensystem
Als amplitudenmoduliertes Datensystem (AMDS) bezeichnet man das Verfahren, mit Hilfe von amplitudenmodulierten Sendern im Lang-, Mittel- und Kurzwellenbereich zusätzlich zum Radioprogramm für den Hörer nicht wahrnehmbare Zusatzsignale zu übermitteln.
Um dies zu erreichen, wird der Träger des Senders phasenmoduliert. Da das Rundfunkprogramm in diesen Frequenzbereichen per Amplitudenmodulation übertragen wird, kann beim Empfang mit einem normalen Radioempfänger das AMDS-Signal nicht wahrgenommen werden.
Wegen der begrenzten zur Verfügung stehenden Bandbreite (9 bzw. 10 kHz) ist die Übertragungsrate bei AMDS gering (maximal 200 Baud).
Im Unterschied zum RDS-Verfahren im UKW-System gibt es hier keinen einheitlichen Standard für die zu übertragende Information, und Geräte, die die Decodierung von AMDS-Informationen ermöglichen, sind meist nicht frei im Handel erhältlich.
Typische mit AMDS übertragene Informationen sind Korrektursignale für GPS (DGPS). Solche Signale wurden zum Beispiel bis zur Abschaltung des Senders über den Langwellensender Donebach des Deutschlandfunks auf 153 kHz übertragen.
Auch Zeitinformationen werden gelegentlich durch AMDS übertragen. So übertragen der Langwellensender von France Inter auf 162 kHz und der Mittelwellensender Mailand der RAI auf 900 kHz per AMDS ein Zeitzeichensignal.
Der Langwellensender Zehlendorf, der zu DDR-Zeiten das Programm der Stimme der DDR (bzw. des Deutschlandsenders) ausstrahlte und zuletzt das Programm von Deutschlandradio Kultur übertrug, diente in der DDR zur Verbreitung von Pressemeldungen für die Handelsmarine.
Die AMDS-Sender werden mit Einführung des digitalen Rundfunks abgeschaltet. Als Nachfolge des AMDS/dGPS-Systems werden internetbasierte Verfahren (Ntrip) angeboten.